# 利博德
利博德（Libode）是南非的城鎮，位於該國東部，由東開普省負責管轄，距離烏姆塔塔25公里，面積33.68平方公里，2001年人口3,835，人口密度每平方公里約110人。